# Catherine Bell
Catherine Lisa Bell, född 14 augusti 1968 i London, är en brittisk-amerikansk skådespelare och fotomodell. Bell är mest känd från TV-serien På heder och samvete i vilken hon hade en av huvudrollerna som marinkårsofficeraren/auditören Sarah MacKenzie under nio säsonger, från 1997 till 2005.

## Biografi
Bell föddes i London till en brittisk far och en iransk mor. Föräldrarna skilde sig tidigt och hon flyttade med sin mor till Kalifornien vid två års ålder. Bell studerade vid University of California, Los Angeles med målsättningen att bli antingen biomedicinsk tekniker eller läkare, men hon hoppade av studierna och arbetade som fotomodell i Japan under några år. Vid hemkomsten till USA gick Bell kurser i skådespeleri för Milton Katselas på Beverly Hills Playhouse samt arbetade som massör. Bell uppfostrades som katolik och gick i en katolsk flickskola, men är numera medlem i Scientologikyrkan. 
Genombrottet som skådespelerska kom när hon fick en av huvudrollerna i den andra säsongen av Donald P. Bellisarios På heder och samvete.
Bell bodde mellan 2007 och 2013 i South Carolina där TV-serien Army Wives, i vilken hon är en av huvudrollsinnehavarna, spelades in.
Hon träffade sin blivande make Adam Beason vid filminspelningen av Robert Zemeckis' Döden klär henne 1992, i vilken Bell var stand-in i nakenscener åt Isabella Rossellini. Bell & Beason gifte sig den 8 maj 1994 och har två barn, födda 2003 och 2010. Paret skildes under vänskapliga former 2011.

## Filmografi (urval)
- 1992 – Döden klär henne (stand-in åt Isabella Rossellini)
- 1994 – Men of War
- 1995 – Vänner (TV-serie) (1 avsnitt)
- 1997 – Hercules (TV-serie) (1 avsnitt)
- 1997–2005 – På heder och samvete (TV-serie) (205 avsnitt)
- 1999 – Thrill Seekers (TV-film)
- 2003 – Bruce den allsmäktige
- 2005 – The Triangle (TV-serie) (3 avsnitt)
- 2006 – Threshold (TV-serie) (1 avsnitt)
- 2006 – Law & Order: Special Victims Unit (TV-serie) (1 avsnitt)
- 2007 – Evan den allsmäktige (cameo)
- 2007–2013 – Army Wives (TV-serie) (117 avsnitt)
- 2008 – The Good Witch (TV-film)
- 2009 – The Good Witch's Garden (TV-film)
- 2010 – The Good Witch's Gift (TV-film)
- 2011 – The Good Witch's Family (TV-film)
- 2012 – The Good Witch's Charm (TV-film)
- 2013 – King & Maxwell (TV-serie) (2 avsnitt)
- 2013 – The Good Witch's Destiny (TV-film)
- 2014 – The Good Witch's Wonder (TV-film)
- 2015–2021 – Good Witch (TV-serie) (76 avsnitt)
- 2016 – The Do-Over
- 2019–2020 – NCIS: Los Angeles (TV-serie) (3 avsnitt)